# Seznam zápasů saúdskoarabské fotbalové reprezentace na MS
Saúdskoarabská fotbalová reprezentace byla celkem 6x na mistrovstvích světa ve fotbale a to v roce 1994, 1998, 2002, 2006, 2018 a 2022.
- Aktualizace po MS 2022 - Počet utkání - 19 - Vítězství - 4x - Remízy - 2x - Prohry - 13x

| Číslo | Soupeř                | Výsledek | MS      | Fáze turnaje       | Góly Saúdské Arábie                                 |
| ----- | --------------------- | -------- | ------- | ------------------ | --------------------------------------------------- |
| 1.    | Nizozemsko            | 1 – 2    | MS 1994 | základní skupina F | Fuad Amin                                           |
| 2.    | Maroko                | 2 – 1    | MS 1994 | základní skupina F | Samí Džábir (penalta), Fuad Amin                    |
| 3.    | Belgie                | 1 – 0    | MS 1994 | základní skupina F | Saeed Al-Owairan                                    |
| 4.    | Švédsko               | 1 – 3    | MS 1994 | osmifinále         | Fahad Al-Ghesheyan                                  |
| 5.    | Dánsko                | 0 – 1    | MS 1998 | základní skupina C | Ne                                                  |
| 6.    | Francie               | 0 – 4    | MS 1998 | základní skupina C | Ne                                                  |
| 7.    | Jihoafrická republika | 2 – 2    | MS 1998 | základní skupina C | Samí Džábir (penalta), Yousuf Al-Thunayan (penalta) |
| 8.    | Německo               | 0 – 8    | MS 2002 | základní skupina E | Ne                                                  |
| 9.    | Kamerun               | 0 – 1    | MS 2002 | základní skupina E | Ne                                                  |
| 10.   | Irsko                 | 0 – 3    | MS 2002 | základní skupina E | Ne                                                  |
| 11.   | Tunisko               | 2 – 2    | MS 2006 | základní skupina H | Yasser Al Qahtani, Samí Džábir                      |
| 12.   | Ukrajina              | 0 – 4    | MS 2006 | základní skupina H | Ne                                                  |
| 13.   | Španělsko             | 0 – 1    | MS 2006 | základní skupina H | Ne                                                  |
| 14.   | Rusko                 | 0 – 5    | MS 2018 | základní skupina A | Ne                                                  |
| 15.   | Uruguay               | 0 – 1    | MS 2018 | základní skupina A | Ne                                                  |
| 16.   | Egypt                 | 2 – 1    | MS 2018 | základní skupina A | Salmán Faradž (penalta), Sálim Davsárí              |
| 17.   | Argentina             | 2 – 1    | MS 2022 | základní skupina C | Sálih Šahrí, Sálim Davsárí                          |
| 18.   | Polsko                | 0 – 2    | MS 2022 | základní skupina C | Ne                                                  |
| 19.   | Mexiko                | 1 – 2    | MS 2022 | základní skupina C | Sálim Davsárí                                       |